# تلمیح
تلمیح که در لغت به معنی با گوشه چشم نگریستن است، از جملهٔ صنایع معنوی بدیع است که در آن نویسنده یا گوینده در ضمن نوشتار یا گفتار خودش به آیه، حدیث، داستان، یا مثال قرآنی یا [معروفی] اشاره داشته باشد. به عنوان نمونه می‌توان موارد زیر را بیان کرد:
| شاه ترکان سخن مدّعیان می‌شنود |  | شرمی از مظلمهٔ خون سیاوش باد (حافظ) |

که اشاره‌اش به داستان سیاوش در شاهنامهٔ فردوسی ست.
| بوی پیراهن گم‌گشتهٔ خود می‌شنوم |  | گر بگویم همه گویند ضلالی‌ست قدیم (سعدی) |

که به داستان یوسف در قرآن اشاره می‌کند.
| پدرم روضه رضوان به دو گندم بفروخت |  | من چرا ملک جهان را به جویی نفروشم |

شعر اشاره به داستان آدم و رانده شدن او از بهشت به خاطر خوردن میوه ممنوعه (سیب) در بهشت دارد.
| الا ای یوسف مصری که کردت سلطنت مغرور |  | پدر را بازپرس آخر کجا شد مهر فرزندی |

شعر اشاره به داستان یوسف و یعقوب دارد.
| لمعات وجهک اشرقت و شعاع طلعتک اعتلی |  | ز چه رو الست بربکم نزنی بزن که بلی بلی |

این شعر اشاره به داستان خلقت و «بلی» گفتن خلائق بعد از «الست بربکم» گفتن خداوند دارد.
| گفتم ای بخت بخفتیدی و خورشید دمید |  | گفت با این همه از سابقه نومید مشو |

«سابقه» به معنی سبقت‌گیرنده یا پیشی‌گیرنده است و با توجه به آیه قرآنی «أن الله سبقت رحمته غضبه» (براستی رحمت خداوند بر غضبش پیشی گرفته‌است) اشاره به رحمت خداوند دارد. البته معنی دیگر سابقه گذشته انسان است. شعر را می‌تواند با هر دو معنی تفسیر کرد که نشان از صنعت ایهام در این شعر دارد.
| لمع البرق من الطور و آنست به |  | فلعلی لک آت بشهاب قبس |

در این شعر حافظ به داستان موسی و کوه طوراشاره می‌کند.
تلمیح غیر از معنای اصلی آن که در عرصهٔ ادبیات است در عرصه‌های دیگر مثل موسیقی نیز به‌کار می‌رود. در جاز نوازنده یا خواننده در جریان بداهه‌نوازی یا بداهه‌خوانی به آهنگ‌های مشهور دیگر اشاره می‌کند و به این کار نیز می‌توان تلمیح گفت.
ارزش تلمیح به میزان تداعی بستگی دارد که از آن به دست می‌آید. هر قدر اسطوره‌ها و داستان‌های مورد اشاره لطیف‌تر باشد، تلمیح بلیغ‌تر محسوب می‌شد. لازمهٔ بهره‌مندی از تلمیح، آگاهی از دانسته‌ای است که شاعر یا نویسنده بدان اشاره می‌کند؛ به همین سبب دریافتن تلمیح‌هایی که یک شاعر ژاپنی در شعر خود آورده، برای خوانندهٔ فارسی‌زبان دشوار به نظر می‌رسد و همین‌طور بالعکس. تلمیح در شعر فارسی، می‌تواند با مراعات نظیر همراه باشد.تلمیح با تضمین تفاوت دارد. در کل تلمیح یک آرایه ادبی است که به آیه حدیث و یا داستانی مشهور اشاره دارد که فرق آن با تضمین این است که در تلمیح ما فقط یک اشاره می کنیم اما در تضمین کاملا آن را در شعر یا نوشته خود می آوریم.